# Edvard Swartz
Edvard Maurits Swartz, född 15 februari 1826 i Stockholm, död där 14 december 1897, var en svensk skådespelare och en av de mer kända och populära i mitten av 1800-talet. 

## Biografi
Edvard Swartz blev elev vid Dramaten 1839 och var 1845–1853 engagerad vid Mindre teatern innan han återvände till Dramaten 1853 där han samma år gjorde stor succé som Hamlet och samma år fick kontrakt. Han kvarblev därefter vid Dramaten till 1881. 
Bland hans roller nämns Richard II, Othello, Timon af Aten, Leontes i En vintersaga, Sardanapalus, Fiesko, Egmont och Tartuffe, Caligula i Fäktaren från Ravenna, Rochester i Jane Eyre, Ludvig den elfte i Delavignes pjäs och i Gringoire, Maxime Odiot i En fattig ung mans äfventyr, titelrollen i Daniel Hjort, Valdemar i Ung-Hanses dotter, Gustaf Vasa i Dagen gryr, Gustaf III i En konung och Örnulf i Kämparne på Helgeland.
Swartz sågs som en stor skådespelare inom tragedi och hjälteroller och uppmärksammades för sin skönhet (då han uppträdde i Jane Eyre talade tidningarna om att ”Swartzsjuka” grasserade bland damerna i publiken) och för sina djupa känsloanalyser. Han hade dålig hälsa och tog avsked 1881. Han var från 1854 gift med sin skådespelarkollega Clementine Fehrnström. Swartz är begravd på Solna kyrkogård.

## Teater

### Roller

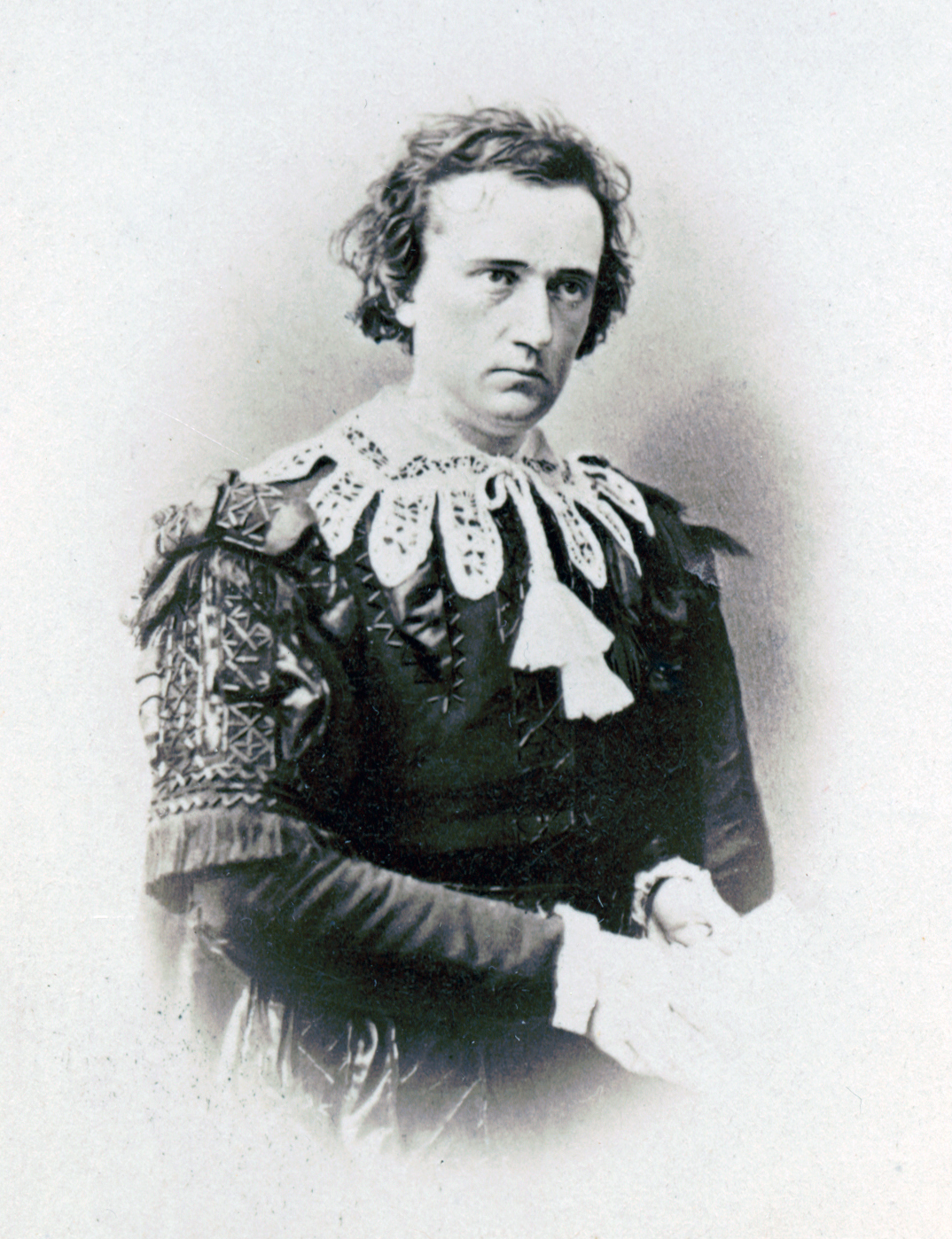
Edvard Swartz som Hamlet.

| År   | Roll                                                         | Produktion                                                                       | Regi           | Teater                      |
| ---- | ------------------------------------------------------------ | -------------------------------------------------------------------------------- | -------------- | --------------------------- |
| 1846 | Karl                                                         | Betjänten professor Louis Angely                                                 |                | Mindre teatern              |
| 1846 |                                                              | Estelle, eller Far och dotter Eugène Scribe                                      |                | Mindre teatern              |
| 1846 | d'Artagnan                                                   | Hämnaren, eller De tre musketörerna Alexandre Dumas den äldre och Auguste Maquet |                | Mindre teatern              |
| 1847 | Anton                                                        | Brottslingarne, eller Rosen på Tistelön Emilie Flygare-Carlén                    |                | Mindre teatern              |
| 1847 | Hertigen av Maine                                            | Markisinnan de Villette Charlotte Birch-Pfeiffer                                 |                | Mindre teatern              |
| 1847 | Stelli                                                       | Catharina av Medicis Paul de Guerville                                           |                | Mindre teatern              |
| 1847 | Edgar                                                        | Kung Lear William Shakespeare                                                    |                | Mindre teatern              |
| 1847 | Edmond, gardeslöjtnant                                       | Figaros dotter Mélesville                                                        |                | Mindre teatern              |
| 1852 | Hin Onde                                                     | Hin ondes gåva Frans Hedberg                                                     |                | Mindre teatern              |
| 1853 | Hamlet                                                       | Hamlet William Shakespeare                                                       |                | Kungliga Dramatiska Teatern |
| 1865 | Rikard II                                                    | Richard II William Shakespeare                                                   |                | Kungliga Dramatiska Teatern |
| 1872 | Richard, hertig af Gloster (sedan Konung Richard den tredje) | Konung Richard den Tredje William Shakespeare                                    |                | Kungliga Dramatiska Teatern |
| 1874 | Leontes                                                      | Kungarne på Salamis Johan Ludvig Runeberg                                        |                | Kungliga Dramatiska Teatern |
| 1875 | Greve de Rouvray                                             | Diana Théodore Barrière                                                          |                | Kungliga Dramatiska Teatern |
| 1876 | Hamlet                                                       | Hamlet William Shakespeare                                                       | Nils Arvidsson | Kungliga Dramatiska Teatern |
| 1876 | Örnulf                                                       | Härmännen på Helgoland Henrik Ibsen                                              |                | Kungliga Dramatiska Teatern |